# カーヘンジ
座標: 北緯42度08分32秒 西経102度51分29秒 / 北緯42.142293度 西経102.857987度

カーヘンジ

カーヘンジ（英語: Carhenge）とは、アメリカ合衆国中部のネブラスカ州北西端部のボックスビュート郡の郡庁所在地であるアライアンス (ネブラスカ州)の町の近くに作られた、ストーンヘンジを模倣して作られた人工構造物である。しかし、これは石材でできているわけではなく、古い自動車、つまり、ゴミでできている。挙句の果てに、2011年以来カーヘンジは売りに出されている。

## 構造
カーヘンジは、今日の荒れ果てた状態のストーンヘンジをモデルとして作られた。38台のアメリカ合衆国製の古い自動車を、全面灰色のペンキで塗装し直したものを材料として使用している

。
なお、一部1970年代製の自動車も含まれているものの

、大部分は1950年代から1960年代の自動車が使用されている

。
これらを、ストーンヘンジの石材の配置に近くなるように、ある車は地面に立てられ、またある車は他の車の上に乗せられる形で、直径約29 mの円形に並べられている。これらのうち、地面に立てられている車は、地面に深さ約150 cmの穴を掘って、トランクのある側を下にして埋めることで固定している。一方、他の車の上に乗せてある車は、溶接することで固定してある。ちなみに、ストーンヘンジのヒールストーンの代わりとして置かれているのは、1962年製のキャデラックを灰色に塗ったものである

。

## 燃やされた車
カーヘンジには、3台の燃やされた自動車が存在している。その自動車の墓標には『ここに3体の外車（アメリカ合衆国製ではない車）どもの残骸がある。奴らはデトロイトを眠りにつかせるべくやってきた。しかし、今デトロイトは目覚めている。アメリカ合衆国は素晴らしい！』という意味のことが書かれている

。
だが、この墓標の記述とは裏腹に、デトロイトの現状は失業者が多く、治安も悪いままである。

## 歴史
カーヘンジは、ジム・レインダース（Jim Reinders）が1987年に、彼の父への追悼として立案したものである。ジム・レインダースは、かつてイングランドに住んでいた時にストーンヘンジの構造を学んでいた。このことがカーヘンジの作成に当たり、ストーンヘンジの構造や形状や大きさを再現するのに役立った。カーヘンジが完成すると、ここには観光客も訪れるようになった。また、1995年公開の『Omaha』と言う映画作品にも登場した

。
さらに、2005年には『Carhenge : Genius or Junk ?』（カーヘンジは、偉業なのか、それともゴミなのか？）と言う、
カーヘンジそのものに着目した映像作品も制作された

。
そんな中、2011年にカーヘンジは、30万ドルで売りに出された

。
なお、これは未来（2017年8月21日）のことだが、この日、カーヘンジでは日食が観測できると見られている。

## 写真集
以下に多数の写真がアップロードされているので、興味のある方はリンクを踏んでください。